# Pseudochelonarium sinuaticolle
Pseudochelonarium sinuaticolle is een keversoort uit de familie Chelonariidae. De wetenschappelijke naam van de soort is voor het eerst geldig gepubliceerd in 1935 door Pic.